# Busta Rhymes
Busta Rhymes, pseudonimo di Trevor Tahiem Smith Jr. (New York, 20 maggio 1972), è un rapper, produttore discografico e attore statunitense.
Nominato dodici volte ai Grammy Award e vincitore di cinque BET Hip Hop Awards, ha pubblicato dieci album in studio e numerosi mixtape, vendendo oltre 9 milioni di album negli Stati Uniti. Ha ottenuto successo grazie alle collaborazioni con artisti di fama internazionale, tra cui Don't Cha con le Pussycat Dolls, I Know What You Want con Mariah Carey e Look at Me Now di Chris Brown, vendendo complessivamente oltre 20 milioni di copie.
Nel corso della sua carriera ha collaborato con numerosi artisti del panorama hip hop/rap, tra cui P. Diddy, Nicki Minaj, Missy Elliott, Eminem, Jay-Z, Kanye West, e provenienti dal panorama R&B e Pop, come Mary J. Blige, Beyoncé, Kelly Rowland, Pussycat Dolls, John Legend, Pharrell, Estelle, Ashanti e Miguel.
Nel 1993 il rapper recita in Poliziotti per caso, progetto cinematografico che lo porterà nel corso della carriera a recitare in altri film, tra cui L'università dell'odio (1995), Shaft (2000), Scoprendo Forrester (2000), Breaking Point (2009) e King of the Dancehall (2016).
Il suo pseudonimo lo si deve a Chuck D (Buster Rhymes era il nome di un giocatore di football americano famoso a quei tempi).

## Biografia

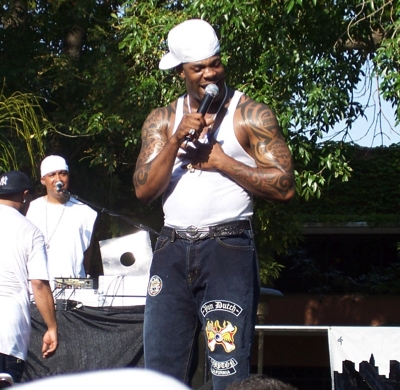
Busta Rhymes in concerto nel 2005

Nato da una famiglia di origine giamaicana, inizia da giovanissimo a scrivere rime ispirandosi a Rakim, oltre ai Public Enemy. Frequenta la Uniondale High School e, con gli MC Charlie Brown, Dinco D e Milo, forma un gruppo chiamato Leaders of the New School, con cui firma per la Elektra Records.
Dopo aver pubblicato A Future Without A Past... (1991) e T.I.M.E. (1993), il gruppo si scioglie nello stesso anno. Successivamente, dopo essere apparso nel 1995 nel film di John Singleton L'università dell'odio, firma un contratto per la Elektra Records.
Negli anni successivi diventa famoso per i singoli It's A Party e Woo Hah!! Got You All In Check, e il suo successo continua con l'album When Disaster Strikes.... Nel 1998 pubblica E.L.E. (Extinction Level Event): The Final World Front e cura i singoli Gimme Some More e What's It Gonna Be ?! con Janet Jackson, il cui videoclip rimane uno dei più costosi di tutti i tempi.
Lo stesso anno fonda una propria etichetta discografica, la Flipmode Squad. con cui lavorano fra i vari Rah Digga e dagli MC Spliff Star, Lord Have Mercy, Rampage e Baby Sham.
Pubblica l'LP The Imperial nel 1998, con la Flipmode Squad, e nel 2000 l'album Anarchy; in quello stesso anno, BR recita nel film Shaft di John Singleton.
Con l'etichetta J Records esce Genesis, i cui successi vengono poi raccolti nel 2001 in un Greatest Hits, l'anno dopo esce It Ain't Safe No More.... Tra i singoli troviamo I Know What You Want con Mariah Carey e la Flipmode Squad, che raggiunge la top 5 delle rap charts; altro singolo è Make It Clap con Spliff Star, remixato con la collaborazione di Sean Paul. Nello stesso anno esce Violator: The Album realizzato dalla Violator Records che è un collettivo di artisti come 50 Cent, Lloyd Banks, Missy Elliott, N.E.R.D e DJ Red Alert.

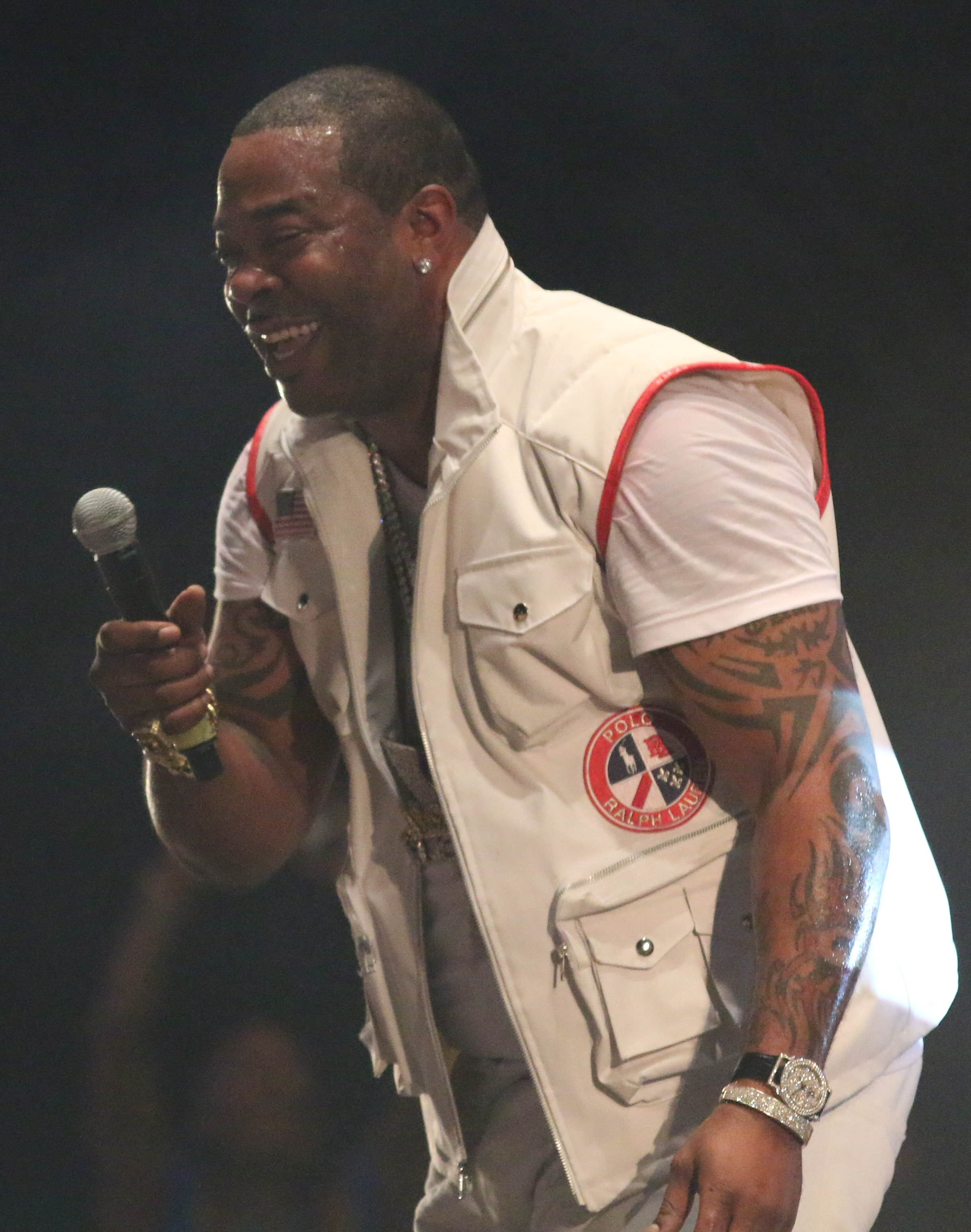
Busta Rhymes nel 2015

Per la colonna sonora di Blade II realizza il brano The One con Silkk The Shocker e Dubb Pistols. Nel 2003 Busta Rhymes collabora con i Neptunes e Lil Jon.
Nella prima metà dell'agosto 2008, il rapper avrebbe dovuto pubblicare un nuovo album con la Interscope dal titolo Blessed, già anticipato dal singolo di lancio We Made It (realizzato con la collaborazione dei Linkin Park), ma decise di passare alla Universal Motown, con la quale pubblicherà il 9 maggio 2009 Back on My B.S..
Nel 2009 recita nel film thriller/drammatico Breaking Point, in cui Busta è protagonista insieme a Tom Berenger, Armand Assante e Musetta Vander.
Busta Rhymes è passato alla storia per il gran numero di collaborazioni con artisti musicali e registi. In totale ha partecipato alle colonne sonore di Blade II, Dr. Dolittle 2, The Grinch, Love Don't Cost A Thing, The Rugrats, Set It Off - Farsi notare, Space Jam e Gli infiltrati. È persino un personaggio giocabile, nei panni di Magic, in Def Jam: Fight for NY uscito nel 2004 per PlayStation 2, Xbox e Nintendo GameCube. Nel 2011 collaborò con Justin Bieber al brano Drummer Boy, presente nell'album Under the Mistletoe. Il 16 novembre Busta Rhymes annuncia di aver firmato un contratto con la Cash Money Records.

## Accuse di plagio
Nel 2018 Busta Rhymes viene accusato di plagio da Bernardo Lanzetti e dal suo gruppo, gli Acqua Fragile, poiché in Genesis, il brano che dà il titolo al suo album del 2001, ha utilizzato un campionamento di Cosmic mind affair, tratto da Mass Media Stars, secondo album del gruppo, senza dichiararlo e anzi firmandolo a proprio nome. Lanzetti e il gruppo decidono di portare avanti la causa; l'utilizzo del campione è di circa 20,09 secondi e viene ripetuto per 4 volte all’interno di Genesis per una percentuale di utilizzo del 35% circa sul totale della durata del brano. Inoltre nell'album del rapper scompare anche il nome del produttore originale di Cosmic mind affair, Claudio Fabi, perché nei crediti è riportato in questo ruolo J Dilla. Poiché dopo anni di trattative la situazione non è stata risolta con il riconoscimento, Lanzetti e la band hanno deciso di passare alle vie legali.

## Discografia

### Album in studio
- 1996 - The Coming
- 1997 - When Disaster Strikes...
- 1998 - E.L.E. (Extinction Level Event): The Final World Front
- 2000 - Anarchy
- 2001 - Genesis
- 2002 - It Ain't Safe No More
- 2006 - The Big Bang
- 2009 - Back on My B.S.
- 2012 - Year of the Dragon
- 2020 - Extinction Level Event 2: The Wrath of God
- 2023 - Blockbusta

### Raccolte
- 2001 - Total Devastation: The Best of Busta Rhymes
- 2002 - Turn It Up! The Very Best of Busta Rhymes
- 2004 - The Artist Collection: Busta Rhymes

### Mixtape
- 2006 - The Crown
- 2009 - I Bullshit You Not
- 2012 - Catastrophic
- 2013 - The Abstract and The Dragon
- 2014 - Catastrophic 2
- 2015 - The Return of the Dragon (The Abstract Went on Vacation)

### Singoli
- 2020 - Look over Your Shoulder

## Filmografia parziale

### Attore

#### Cinema
- Who's the Man?, regia di Ted Demme (1993)
- L'università dell'odio (Higher Learning), regia di John Singleton (1995)
- Rugrats - Il film (The Rugrats Movie), regia di Igor Kovalyov, Norton Virgien (1998)
- Shaft, regia di John Singleton (2000)
- Scoprendo Forrester (Finding Forrester), regia di Gus Van Sant (2000)
- Halloween - La resurrezione (Halloween: Resurrection), regia di Rick Rosenthal (2002)
- Narc - Analisi di un delitto (Narc), regia di Joe Carnahan (2002)
- Full Clip, ragia di Christopher Morrison (2004)
- Breaking Point, regia di Jeff Celentano (2009)
- Generation Iron, regia di Vlad Yudin (2013) - Documentario
- Club Life, regia di Fabrizio Conte (2015) - Cameo
- King of the Dancehall, regia di Nick Cannon (2016)
- Una pallottola spuntata (The Naked Gun), regia di Akiva Schaffer (2025)

#### Televisione
- Master of None - serie TV, episodio 1x04 (2015)
- The Jump - serie TV, un episodio (2016)
- The Maskered Singer - programma TV, concorrente (2020)

### Doppiatore
- Piece by Piece, regia di Morgan Neville (2024)

## Doppiatori italiani
Nelle versioni in italiano dei suoi film, Busta Rhymes è stato doppiato da:
- Fabio Boccanera in Shaft
- Marco Vivio in Scoprendo Forrester
- Roberto Draghetti in Narc - Analisi di un delitto
- Massimo Corvo in Halloween - La resurrezione
- Paolo Marchese in Master of None
- Mario Bombardieri in Breaking Point

Da doppiatore è sostituito da:
- Paolo Marchese in The Boondocks

## Premi e riconoscimenti

### Billboard Awards
| Anno | Nomina                             | Premio                               | Risultato   |
| ---- | ---------------------------------- | ------------------------------------ | ----------- |
| 2005 | Don't Cha (con The Pussycat Dolls) | Top-Selling Hot 100 Song of the Year | Candidato/a |

### BET Hip Hop Awards
| 2006 | Busta Rhymes | Best Live Performance         | Vincitore/trice |
| 2006 | Busta Rhymes | Move the Crowd Award          | Vincitore/trice |
| 2009 | Busta Rhymes | Best Live Performer           | Candidato/a     |
| 2010 | All I Do Is Win (Remix) (con DJ Khaled, Rick Ross, T-Pain, P. Diddy, Fabolous, Fat Joe, Jadakiss & Nicki Minaj) | Reese’s Perfect Combo Award   | Candidato/a     |
| 2010 | Busta Rhymes | Best Live Performer           | Candidato/a     |
| 2011 | Busta Rhymes | Best Live Performer           | Candidato/a     |
| 2011 | Look at Me Now (con Chris Brown & Lil Wayne)                                                                    | Best Hip Hop Video            | Vincitore/trice |
| 2011 | Look at Me Now (con Chris Brown & Lil Wayne)                                                                    | Reese’s Perfect Combo Award   | Vincitore/trice |
| 2011 | Look at Me Now (con Chris Brown & Lil Wayne)                                                                    | Sweet 16: Best Featured Verse | Vincitore/trice |
| 2011 | Look at Me Now (con Chris Brown & Lil Wayne)                                                                    | Verizon People’s Champ Award  | Vincitore/trice |

### International Dance Music Awards
| Anno | Nomina                             | Premio                     | Risultato       |
| ---- | ---------------------------------- | -------------------------- | --------------- |
| 2006 | Don't Cha (con The Pussycat Dolls) | Best R&B/Urban Dance Track | Vincitore/trice |

### Soul Train Music Awards
| Anno | Nomina                                        | Premio                                                         | Risultato       |
| ---- | --------------------------------------------- | -------------------------------------------------------------- | --------------- |
| 2000 | What's It Gonna Be                            | The Michael Jackson Award for Best R&B/Soul or Rap Music Video | Vincitore/trice |
| 2006 | Don't Cha (con The Pussycat Dolls)            | Best R&B/Soul Single, Group, Band or Duo                       | Candidato/a     |
| 2007 | I Love My Chick (featuring Kelis & will.i.am) | The Michael Jackson Award for Best R&B/Soul or Rap Music Video | Candidato/a     |

### American Music Awards
| Anno | Nomina       | Premio                        | Risultato   |
| ---- | ------------ | ----------------------------- | ----------- |
| 2000 | Busta Rhymes | Favorite Soul/R&B Male Artist | Candidato/a |

### The Source Awards
| Anno | Nomina                                         | Premio                  | Risultato       |
| ---- | ---------------------------------------------- | ----------------------- | --------------- |
| 1999 | What's It Gonna Be?! (featuring Janet Jackson) | Music Video of the Year | Vincitore/trice |

### Grammy Award
| Anno | Nomina                                                     | Premio                                 | Risultato   |
| ---- | ---------------------------------------------------------- | -------------------------------------- | ----------- |
| 1997 | Woo Hah!! Got You All in Check                             | Best Rap Solo Performance              | Candidato/a |
| 1998 | Put Your Hands Where My Eyes Could See                     | Best Rap Solo Performance              | Candidato/a |
| 1999 | Dangerous                                                  | Best Rap Solo Performance              | Candidato/a |
| 2000 | Gimme Some More                                            | Best Rap Solo Performance              | Candidato/a |
| 2000 | What's It Gonna Be?! (featuring Janet Jackson)             | Best Rap Performance By a Duo or Group | Candidato/a |
| 2000 | E.L.E. (Extinction Level Event): The Final World Front     | Best Rap Album                         | Candidato/a |
| 2001 | Fire                                                       | Best Music Video, Short Form           | Candidato/a |
| 2003 | Pass the Courvoisier Pt. 2 (featuring P. Diddy & Pharrell) | Best Rap Performance By a Duo or Group | Candidato/a |
| 2007 | Touch It                                                   | Best Rap Solo Performance              | Candidato/a |
| 2012 | Look at Me Now (con Chris Brown & Lil Wayne)               | Best Rap Performance                   | Candidato/a |
| 2012 | Look at Me Now (con Chris Brown & Lil Wayne)               | Best Rap Song                          | Candidato/a |

### MTV Video Music Awards
| Anno | Nomina                                                                                           | Premio               | Risultato   |
| ---- | ------------------------------------------------------------------------------------------------ | -------------------- | ----------- |
| 1996 | Woo-Hah! Got You All in Check                                                                    | Breakthrough Video   | Candidato/a |
| 1998 | Put Your Hands Where My Eyes Could See                                                           | Best Male Video      | Candidato/a |
| 1998 | Put Your Hands Where My Eyes Could See                                                           | Best Rap Video       | Candidato/a |
| 1998 | Put Your Hands Where My Eyes Could See                                                           | Breakthrough Video   | Candidato/a |
| 1998 | Put Your Hands Where My Eyes Could See                                                           | Best Choreography    | Candidato/a |
| 1999 | What's It Gonna Be?! (featuring Janet Jackson)                                                   | Best Hip-Hop Video   | Candidato/a |
| 1999 | What's It Gonna Be?! (featuring Janet Jackson)                                                   | Best Direction       | Candidato/a |
| 1999 | What's It Gonna Be?! (featuring Janet Jackson)                                                   | Best Special Effects | Candidato/a |
| 1999 | What's It Gonna Be?! (featuring Janet Jackson)                                                   | Best Art Direction   | Candidato/a |
| 1999 | Gimme Some More                                                                                  | Breakthrough Video   | Candidato/a |
| 2002 | Pass the Courvoisier Pt. 2 (featuring P.Diddy & Pharrell)                                        | Best Hip-Hop Video   | Candidato/a |
| 2003 | I Know What You Want (featuring Mariah Carey & Flipmode Squad)                                   | Best Hip-Hop Video   | Candidato/a |
| 2006 | Touch It (Remix) (featuring Mary J. Blige, Rah Digga, Missy Elliott, Lloyd Banks, Papoose & DMX) | Best Male Video      | Candidato/a |
| 2006 | Touch It (Remix) (featuring Mary J. Blige, Rah Digga, Missy Elliott, Lloyd Banks, Papoose & DMX) | Best Rap Video       | Candidato/a |
| 2011 | Look At Me Now (con Chris Brown & Lil Wayne)                                                     | Best Hip-Hop Video   | Candidato/a |
| 2011 | Look At Me Now (con Chris Brown & Lil Wayne)                                                     | Best Collaboration   | Candidato/a |